# Claridoro de España
Claridoro de España, cuyo título completo es Historia caballeresca de don Claridoro de España, es un libro de caballerías español del siglo XVI. Nunca fue publicado y se conserva manuscrito en la Biblioteca Nacional de España con la signatura 22070. Tiene 372 folios, a dos columnas. Le faltan algunos folios al principio y al final.
La obra narra las aventuras de Claridoro de España, hijo del rey Constantino de España, y de su amigo el príncipe Florinaldos de Francia. La vida aventurera de ambos héroes se alterna con sus amores, ya que Claridoro se enamora de Clera de Francia, hermana de Florinaldos, y este de Rosana de España, hermana de Claridoro.
El libro revela fuerte influencia del Amadís de Gaula, en episodios tales como la Aventura de las Penas de Amor o el infundado enojo celoso de Clera contra Claridoro. Este se retira de la presencia de Clera por haber recibido de esta una carta de queja, y esto lleva al caballero a protagonizar la grandiosa aventura del castillo de las Mudanzas del Mundo y la Torre de los Desengaños, la más notable de la obra.